# Bromsgroveia
Bromsgroveia — вимерлий рід хижих ктенозаврів архозаврів середнього тріасу Бромсгроув Пісковик Англії. Ctenosauriscidae були групою, яка була пов'язана з предками сучасних крокодилів і алігаторів.

## Класифікація
Bromsgroveia була тісно пов'язана з Ctenosauriscus, і разом з кількома іншими родами вони складають Ctenosauriscidae. Ктенозаврисциди були тісно пов'язані з попозавридами, як показано кількома загальними похідними характеристиками. Тазовий пояс у Bromsgroveia об'єднує цей таксон з Ctenosauriscus, Lotosaurus, Arizonasaurus, Hypselorhachus.